# 宗洛·向巴克珠
宗洛·向巴克珠（藏語：རྗོང་གློ་བྱམས་པ་མཁས་གྲུབ，威利转写：rdzong blo byams pa mkhas grub，1940年8月—），藏族，西康省昌都县（今属西藏自治区）人，藏传佛教格鲁派宗洛活佛，现任西藏自治区政协副主席。

## 简历
1940年8月，宗洛·向巴克珠出生。1943年11月，被认定为西藏类乌齐宗洛寺转世活佛，进入宗洛寺学经。1951年4月至1960年3月，在昌都强巴林寺学经。1960年3月起，先后在西藏自治区昌都县、波密县接受劳动改造。直到1983年7月，才又入强巴林寺学经。
1986年6月，出任中国佛教协会西藏分会理事、昌都地区佛教协会理事。1987年7月，获格西学位。1988年9月，不再担任中国佛教协会西藏分会理事，留任昌都地区佛教协会理事，并出任强巴林寺民管会主任。1992年1月，兼任西藏自治区政协常委，任至1997年9月改为兼任昌都县政协副主席。2001年3月时，被认定参加工作时间为1997年11月。2003年9月，由昌都县政协副主席升任昌都地区政协副主席。2005年11月，由昌都地区佛教协会理事升任常务理事。2006年9月，由昌都地区政协副主席升为昌都地区政协副主席（正地级）。2008年1月，兼任西藏自治区政协副主席。2011年10月，由强巴林寺民管会主任改为强巴林寺管理委员会第一主任。
宗洛·向巴克珠喜好读书，吃穿朴素，白天在寺院修行打坐，晚上就阅读佛经典籍、西藏历史类书籍。
2013年2月11日（藏历水蛇年元月初一），昌都地委委员、统战部部长江拥洛追看望慰问了无党派人士、昌都地区政协副主席图嘎，并赴强巴林寺看望慰问了西藏自治区政协副主席、昌都地区政协副主席宗洛·向巴克珠，中国佛教协会西藏分会副会长、昌都地区佛教协会名誉会长加纳·加央克珠等宗教界爱国人士。
宗洛·向巴克珠是第十一届、十二届全国政协委员。